# Fontanna Zdrój we Wrocławiu
Fontanna „Zdrój” – fontanna znajdująca się na Rynku Wrocławskim, po jego zachodniej stronie (Plac Gołębi), przed Nowym Ratuszem. Składa się z prostokątnego basenu obudowanego kostką granitową oraz ze wzniesionych pośrodku basenu głazów granitowych i osadzonych w nich pionowo szklanych płyt, po których spływa woda. Projekt autorstwa Alojzego Gryta z wroclawskiej ASP od początku wzbudzał protesty (m.in. wojewódzkiego konserwatora zabytków) jako nie pasujący do zabytkowej zabudowy Rynku. Jednak ówczesny prezydent Wrocławia Bogdan Zdrojewski doprowadził do budowy i odsłonięcia fontanny w dniu 17 września 1996 r.. 